# Dunakeszi alsó megállóhely
Dunakeszi alsó megállóhely egy Pest vármegyei vasútállomás, Dunakeszi településen, melyet a MÁV üzemeltet.

## Vasútvonalak
Az állomást az alábbi vasútvonalak érintik:
- Budapest–Szob-vasútvonal

## Kapcsolódó állomások
A vasútállomáshoz az alábbi állomások vannak a legközelebb:
- Rákospalota-Újpest vasútállomás (Budapest–Szob-vasútvonal)
- Dunakeszi vasútállomás (Budapest–Szob-vasútvonal)

## Megközelítés tömegközlekedéssel
- Helyi busz:  2A[1]

## Forgalom
| Járat | Útvonal | Gyakoriság                             |
| ----- | --- | -------------------------------------- |
| S70   | Budapest-Nyugati – Rákosrendező – Istvántelek – Rákospalota-Újpest – Dunakeszi alsó – Dunakeszi – Dunakeszi-Gyártelep – Alsógöd – Göd – Felsőgöd – Sződ-Sződliget – Vác-Alsóváros – Vác (– Verőce – Kismaros – Nagymaros-Visegrád – Nagymaros – Zebegény – Szob alsó – Szob) | Félóránként, hétvégén éjszaka óránként |